# أندريس دياز
أندريس دياز (بالإسبانية: Andrés Díaz)‏ (21 مارس 1983 بروساريو في الأرجنتين - ) هو لاعب كرة قدم أرجنتيني في مركز الوسط. لعب مع بانفيلد وبرشلونة جواياكويل وروزاريو سنترال ونادي بنفيكا ونادي كونسيبسيون ‏.

## وصلات خارجية
- أندريس دياز على موقع قاعدة بيانات كرة القدم.إي يو (الإنجليزية)